# Portunus trituberculatus
Portunus trituberculatus är en art av krabba i släktet Portunus och den mest fiskade arten av krabba i världen. Portunus trituberculatus är nära besläktad med Portunus armatus och återfinns i större delen av Sydostasiens kustområden. Arten fick en vetenskaplig beskrivning för första gången 1876 av den brittiske zoologen Edward J. Miers.

## Beskrivning
Krabbans carapax (ryggsköld) uppnår en maxlängd av 15 cm i diameter. Carapaxen är täckt av små knottriga strukturer och har tre spetsiga taggar längs fram, nära krabbans ögon. Kroppen är bredare framtill. Portunus trituberculatus har totalt tio extremiteter varav två är klor. De två bakersta benen är kraftigt förstorade jämfört med övriga ben. 

## Ekologi och levnadssätt
Portunus trituberculatus lever i kustområden från 0 till 50 meters djup, på sandiga eller leriga bottnar. Krabban är rovlevande och livnär sig främst på musslor, bläckfiskar och mindre fiskar. P. trituberculatus är även en asätare som inte tvekar att äta döda djur eller djur som blivit immobiliserade. Krabban verkar också ta tid på sig att undersöka sina bytesdjur, i synnerhet de med skal. Den föredrar musslor som inte har alltför hårda skal och är lättare att öppna. Meterix meterix är en musselart som är ett av krabbans vanligaste bytesdjur.

## Utbredning
Portunus trituberculatus finns i Sydostasien där man kan hitta den vid Japans, Sydkoreas, Myanmars, Kinas och Indonesiens kustområden. Krabban är särskilt vanligt förekommande kring Sydkorea där de flesta observationer av arten görs.

## Fiske och rödlistning
Portunus trituberculatus har en stor betydelse inom fisket och för Sydostasiens ekonomi. Ungefär 300 000 ton krabba fiskas upp varje år. Kina är den största konsumenten och står för 98 % av fångsten. Den primära fångstmetoden är trålfiske.
Portunus trituberculatus är Ej bedömd i IUCN rödlista, men överexploatering och för högt fisketryck är de primära hoten mot arten, följt av vattenföroreningar.

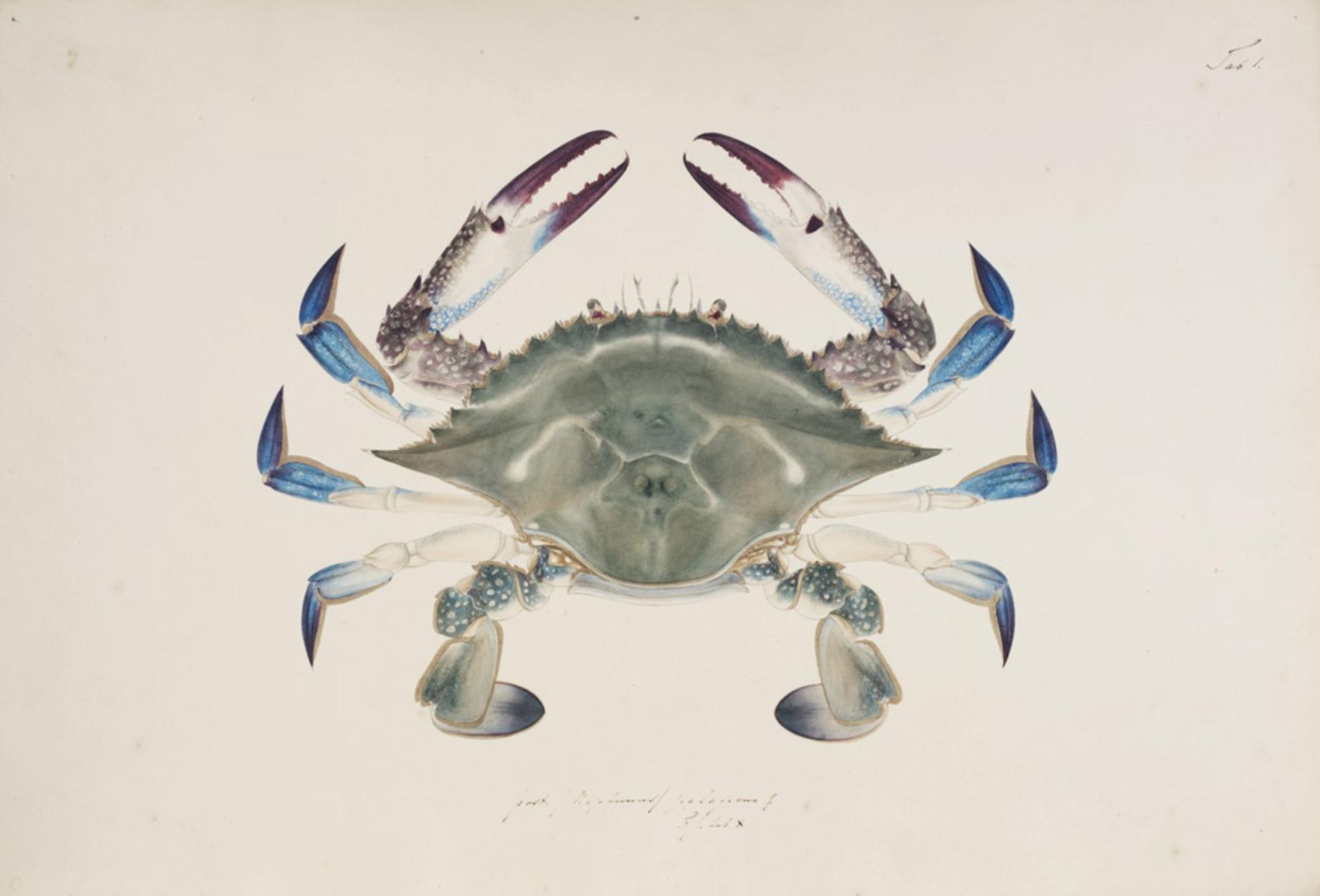
Illustration av P. trituberculatus
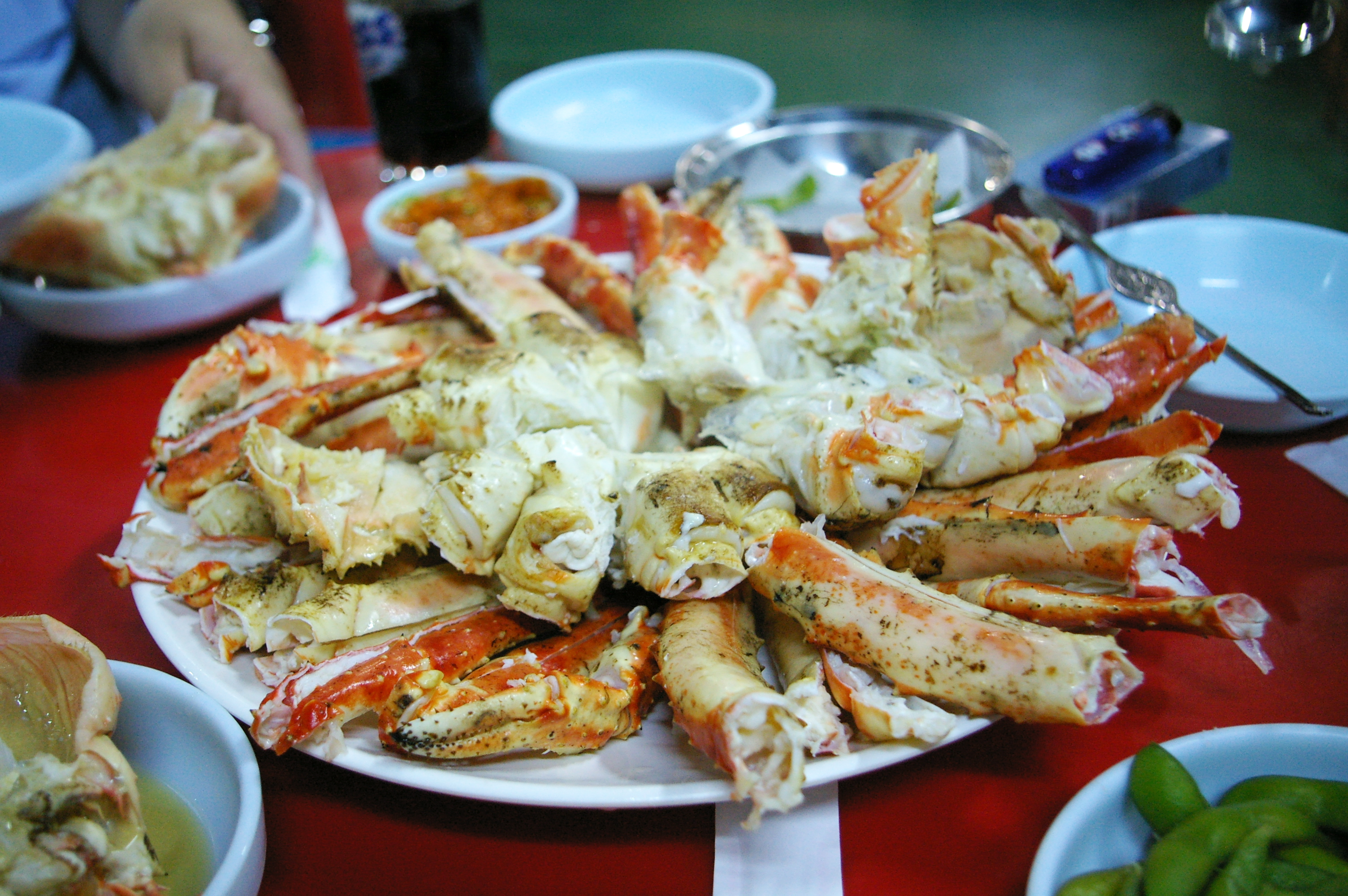
Koreansk maträtt av P. trituberculatus
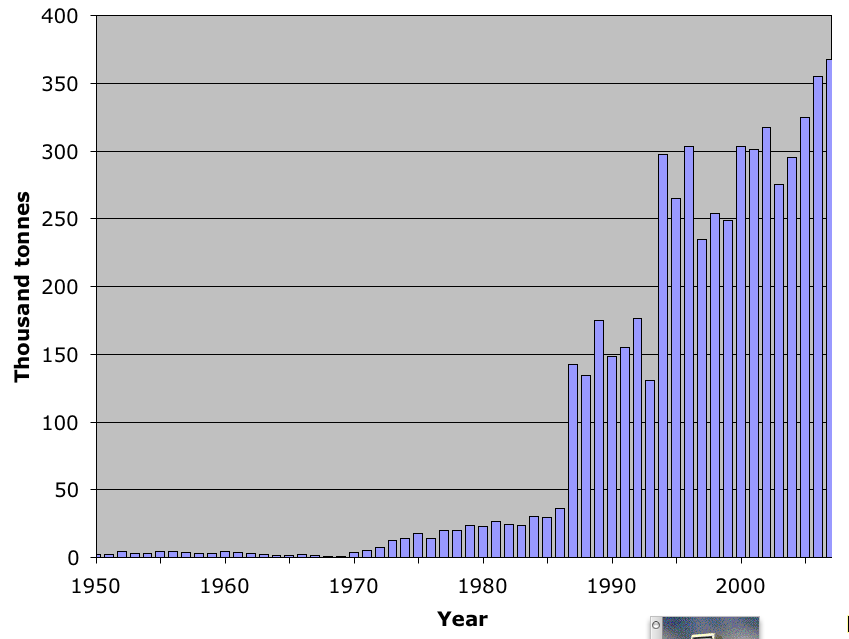
Fångster av P. trituberculatus i världen, från 1950-2007

### Fotnoter
1. 1 2  ”Portunus trituberculatus, Gazami crab : fisheries”. www.sealifebase.ca. https://www.sealifebase.ca/summary/Portunus-trituberculatus.html. Läst 5 december 2020.
2. 1 2  ”FAO Fisheries & Aquaculture - Aquatic species”. www.fao.org. http://www.fao.org/fishery/species/2630/en. Läst 5 december 2020.
3. ↑  Sun, Yunfei; Wang, Fang; Hu, Nan; Su, Xianpeng; Liu, Zhi; Dircksen, Heinrich (2017-09-01). ”Prey selection of the swimming crab Portunus trituberculatus () (Brachyura: Portunidae) foraging on bivalves” (på engelska). Journal of Crustacean Biology 37 (5):  sid. 521–528. doi:10.1093/jcbiol/rux071. ISSN 0278-0372. https://academic.oup.com/jcb/article/37/5/521/4160382. Läst 5 december 2020.
4. ↑  ”Observationer”. iNaturalist. https://www.inaturalist.org/observations?place_id=any&taxon_id=354380. Läst 5 december 2020.